# Esteban Terralla y Landa
Esteban Terralla y Landa (1750-1805) fue un escritor y poeta español, nacido en Andalucía, que vivió en México y se estableció después en Lima en 1787, donde permaneció hasta 1797.

## Carrera
Después de una estancia en México viajó al Virreinato del Perú. El traslado al Perú ocurre posiblemente en la década de 1780, después de una estancia en el Virreinato de la Nueva España, especialmente en la Ciudad de México, donde no parece haber tenido la suerte que deseaba. El traslado al Perú parece haber sido movido por el interés de probar fortuna en el negocio de la minería en el área de Huamachuco. 
Protegido por Teodoro de la Croix, Virrey del Perú entre 1783 y 1790, Terralla y Landa escribió por encargo del Virrey algunas de las obras poéticas que se elaboraban al calor de las conmemoraciones o festividades que tenían que ver con el quehacer de la Corona española en el centro imperial. Una de estas obras es El son el mediodía, año feliz y júbilo particular. Sin embargo, en 1790 cuando Teodoro de la Croix termina su período como Virrey y regresa a España, Terralla pierde el privilegio de la protección que de la Croix le había dispensado. Entonces es cuando escribe Vidas de muchos o una semana bien empleada por un currutaco de Lima, obra que atisba la producción costumbrista hispanoamericana del siglo XIX. En 1797 publica Lima por dentro y fuera, bajo el seudónimo Simón Ayanque. Este texto es un poemario compuesto de 18 romances o descansos, un Testamento y un Epitafio. En la obra, la voz poética despliega una ácida crítica al Virreinato del Perú y en especial a la capital. El blanco fundamental y más constante del discurso satírico son las mujeres limeñas. Pero también aparecen criticados los hombres, las comidas y los hábitos culinarios, la geografía y el clima, las relaciones sociales, el clero y la sociedad estamental virreinal en general.

## Ediciones deLima por dentro y fuera
- 1797: Lima por dentro y fuera. En consejos económicos, saludables, políticos y morales que confiere un amigo á otro, con motivo de pretender dejar la Ciudad de México, por pasar á la de Lima. Dala a luz Simón Ayanque cerca de la Tablada de Lurin en el mro. de Doña Francisca.
- 1798: Lima por dentro y fuera. En consejos económicos, saludables, políticos y morales que da un amigo á otro con motivo de querer dexar la Ciudad de México por pasar á la de Lima. Obra jocosa y divertida en que con salados conceptos se describen, además de otras cosas, las costumbres, usos y mañas de las madamitas de allí, de acá y de otras partes Madrid: Imprenta de Villalpando.
- 1828: Lima por dentro y fuera. En consejos económicos, saludables, políticos y morales que dá un amigo á otro con motivo de querer dexar la Ciudad de México para pasar á la de Lima. Madrid: [s.ed.].
- 1842: Lima por dentro y fuera. En consejos económicos, saludables, políticos y morales, que confiere un amigo á otro, con motivo de pretender dejar la Ciudad de México, por pasar á la de Lima. Lima: Imprenta de la libertad.
- 1854: Lima por dentro y fuera. Obra jocosa y divertida. París: Librería española de A. Mezín.
- 1854: Lima por dentro y fuera. En consejos económicos, saludables, políticos y morales que da un amigo a otro con motivo de querer dejar la Ciudad de México por pasar á la de Lima. Obra jocosa y divertida en que con salados conceptos se describen, además de otras cosas, las costumbres, usos y mañas de las madamitas de allí, de acá y de otras partes. Lima: Imprenta de Justo Montoya.
- 1924: Lima por dentro y fuera. Obra jocosa y divertida. París: Imprimerie A Rueff et Cie.
- 1924: Lima por dentro y fuera. Obra jocosa y divertida. Madrid: Imprenta y estereotipia de M. Rivadeneira.
- 1978: Lima por dentro y fuera. Alan Soons (Editor). University of Exeter.
- 2011: Lima por dentro y fuera. Hugo García (Editor). Lima: Centro de estudios literarios "Antonio Cornejo Polar" y Universidad Nacional Mayor de San Marcos. La Edición de 2011, realizada por el Dr. Hugo García, y publicada por el Centro de Estudios Literarios "Antonio Cornejo Polar" y la Universidad Nacional Mayor de San Marcos, es la más completa que se haya realizado hasta el momento. El editor incluye una serie de notas aclaratorias muy necesarias para la mejor comprensión del texto y un amplio estudio inicial de la colección de poemas satíricos de Terralla y Landa. Como detalle interesante en la Introducción el lector puede encontrar las evidencias del proceso de escritura de la obra a partir de una comparación de la edición publicada en 1797 con una copia manuscrita del texto de Terralla que el mismo editor encontrara en la Biblioteca Nacional del Perú. En el "Testamento" que acompaña a esta obra, se encuentra la única referencia al Quijote en la época del Perú colonial.[2]